# NHK横浜放送局
NHK横浜放送局（エヌエイチケイよこはまほうそうきょく）は、神奈川県を放送対象地域とする日本放送協会（NHK）の地域放送局。神奈川県内向けにFM放送を行っており、ほかのAM放送・地上テレビ放送は全て関東広域圏扱いとして東京本部からカバー・中継されている。
本項目における「東京」は、東京都渋谷区にあるNHK本部（放送センター・首都圏局）を指す。

## 概要
放送局は神奈川県横浜市中区にあるが、1963年（昭和38年）から使ってきた局舎が狭隘で老朽化したこともあり、2010年（平成22年）11月27日に同区内の山下町に、神奈川芸術劇場との共同建築という形で移転した。なお、旧横浜放送会館は積水ハウスに売却された。

## 沿革

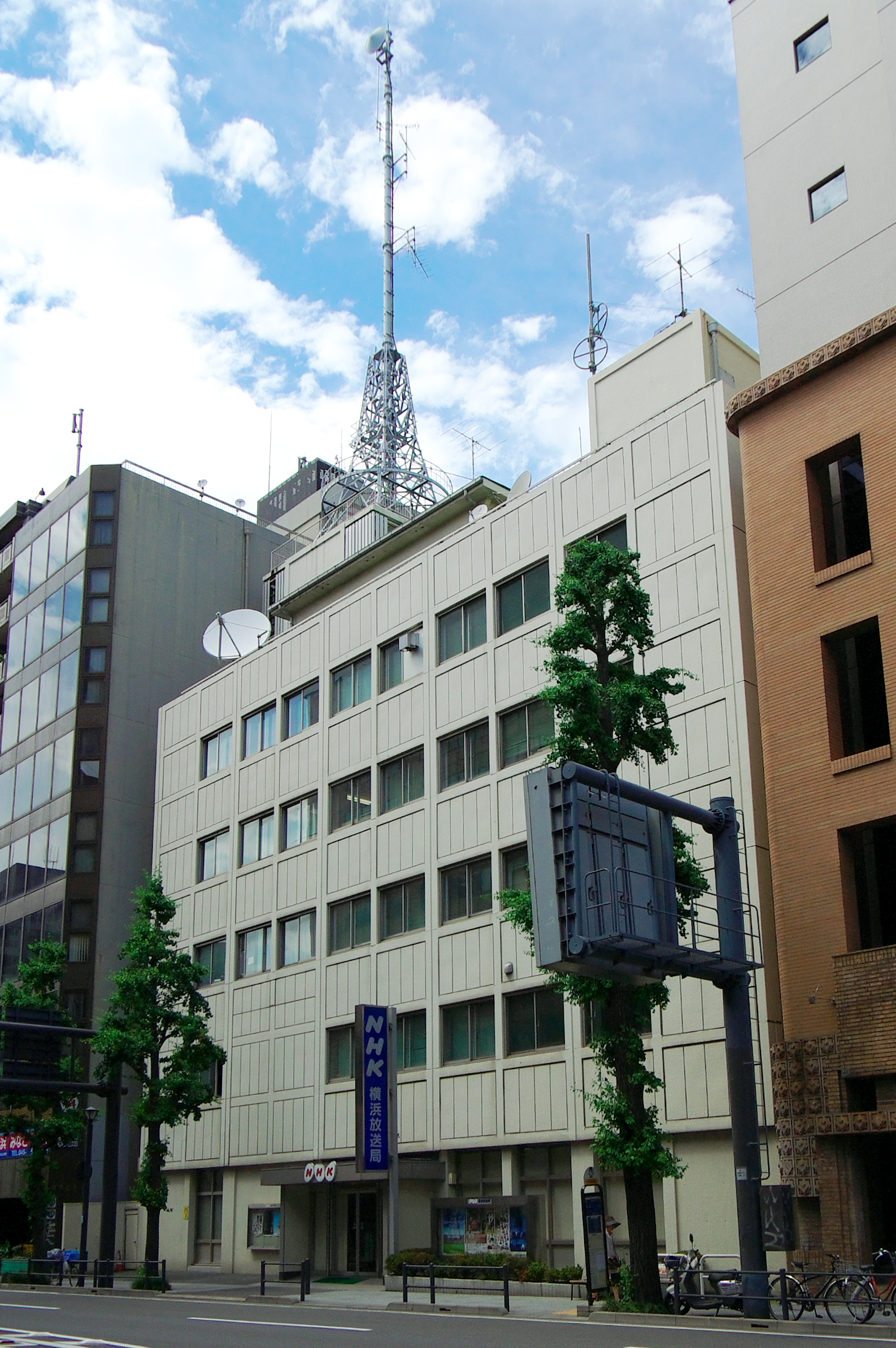
1963年から半世紀近く使われてきた旧放送会館（2010年6月）

- 1926年（大正15年）8月15日 - 社団法人日本放送協会発足に際し、同関東支部横浜出張所として開設。
- 1948年（昭和23年）5月1日 - 横浜支局に改称。
- 1950年（昭和25年）6月1日 - 放送法施行に伴い社団法人日本放送協会が解散。特殊法人としての日本放送協会が設立され、特殊法人日本放送協会横浜支局となる。
- 1951年（昭和26年）7月1日 - 横浜放送局に改称。
- 1963年（昭和38年） - 横浜市中区本町1-4に移転。
- 1970年（昭和45年）6月22日 - 県域FM放送開始。
- 2010年（平成22年）11月27日 - 放送会館を山下町（かながわドームシアター跡、神奈川芸術劇場との合同）に新築移転（営業部は先行して22日に移転）。
- 2023年（令和5年）4月1日 - 令和改革により、部制（放送部・営業推進部等）からセンター制に見直され、コンテンツセンター、経営管理企画センターへ再編された。

※1926年は12月25日から昭和と改元。

## 建築
- 建築設計： 香山・アプル総合・アプルデザイン設計共同体
- 構造設計： MUSA研究所／構造計画研究所
- 設備設計： 森村設計
- 構造： 鉄筋コンクリート造 一部鉄骨造 鉄骨鉄筋コンクリート造
- 工期： 2007年12月-2010年7月

## 支局・記者室・営業センター
神奈川県内にあるため横浜局の管轄であるが、実際の業務については「首都圏」であることを考慮し、首都圏放送センターや本部営業局の指揮下に入ることがある。
- 支局
  - 横須賀（神奈川県横須賀市小川町23-1 フドウ横須賀三笠ハイツ1109）
  - 厚木（神奈川県厚木市栄町1-16-20 ベルメゾン315）
  - 小田原（神奈川県小田原市荻窪531 栢沼ビル3F）
- 記者室
  - 川崎
- 営業センター
  - 横浜西口営業センター（横浜市西区北幸1丁目4-1・天理ビル17階）については新会館移転により2010年（平成22年）11月22日付で廃止され、本局営業部に統合された。
  - かながわ東（川崎市全域と横浜市北部）
  - かながわ西（県中西部全域）

鎌倉・逗子・横須賀・三浦・葉山の各市町と横浜市中南部は本局営業部直轄。

## 情報カメラ
- 横浜放送局屋上（HD対応）
- 横浜ベイブリッジ（横浜市、HD対応）
- 桜木町駅
- 横須賀市
- 江ノ島（HD対応）
- 川崎市川崎区（川崎マリエン、HD対応）
- 川崎市高津区（新二子橋付近の多摩川が映される。テロップでは「多摩川」と表示）
- 小田原市
- 大和市（相模大塚駅付近。東名高速道路が映される）
- 松田町（東名高速道路が映される）
- 芦ノ湖（箱根町、晴れた日には富士山が見られる）

## 放送局の周波数一覧

### FM放送
- コールサイン：JOGP-FM

| 局名   | 周波数  | 空中線電力 | 偏波面 | 送信場所                         |
| ------ | ------- | ---------- | ------ | -------------------------------- |
| 横浜   | 81.9MHz | 5kW        | 水平   | 横浜市磯子区氷取沢町（円海山）   |
| 小田原 | 83.5MHz | 100W       | 水平   | 小田原市曽我谷津字風越（浅間山） |

### テレビ中継局
横浜局の管理下にある神奈川県内の送信所に限る。
県東部の大半の地域は東京スカイツリー（※2013年5月31日午前8時59分までは東京タワーからの送信だった）の放送エリアのめやすである。

#### デジタル
県内の中継局の設置については、先行している各局のカバー状況をみて判断される。
| 局名         | チャンネル     | チャンネル     | 空中線電力 | 偏波面    | 送信場所                        |
| 局名         | 総合 （ID：1） | 教育 （ID：2） | 空中線電力 | 偏波面    | 送信場所                        |
| ------------ | -------------- | -------------- | ---------- | --------- | ------------------------------- |
| みなとみらい | 51             | 47             | 3W         | 水平/垂直 | 横浜ランドマークタワー          |
| 平塚         | 19             | 26             | 100W       | 垂直      | 湘南平                          |
| 小田原       | 19             | 34             | 10W        | 水平      | 真鶴岬                          |
| 小田原東     | 30             | 34             | 3W         | 水平      | 浅間山                          |
| 南足柄       | 30             | 34             | 1W         | 水平      | 南足柄市内山 21世紀の森         |
| 湯河原       | 30             | 34             | 0.1W       | 垂直      | 足柄下郡湯河原町宮上字一本松760 |
| 愛川         | 13             | 15             | 1W         | 水平      | 相模原市緑区長竹字志田 内山     |
| 箱根湯本     | 30             | 34             | 0.1W       | 垂直      | 足柄下郡箱根町湯本 湯山南方山腹 |

※初期に送信開始した地区、及び3W以上の出力の送信所を掲載。3W未満の中継局については、NHK横浜放送局公式サイトを参照。

#### アナログ
2011年7月24日停波時点
| 局名         | チャンネル | チャンネル | 映像空中線電力 | 偏波面                        | 送信場所                 |
| 局名         | 総合       | 教育       | 映像空中線電力 | 偏波面                        | 送信場所                 |
| ------------ | ---------- | ---------- | -------------- | ----------------------------- | ------------------------ |
| 横浜みなと   | 52         | 50         | 30W            | 水平                          | 横浜ランドマークタワー   |
| 山下町       | 67（SHF）  | 69（SHF）  | 0.1W           | 不明                          | 横浜市中区 山下町SSKビル |
| 鶴ヶ峰       | 44         | 40         | 0.5W           | 水平                          |                          |
| 横浜白根     | 45         | 36         | 0.5W           | 垂直                          |                          |
| 南太田       | 44         | 36         | 1W             | 垂直                          |                          |
| 笹下         | 44         | 40         | 1W             | 水平                          |                          |
| 根岸岡村     | 51         | 49         | 3W             | 水平                          |                          |
| 釜利谷       | 51         | 49         | 1W             | 垂直                          |                          |
| 大船         | 36         | 34         | 10W            | 垂直                          |                          |
| 鎌倉笛田     | 51         | 49         | 1W             | 水平                          |                          |
| 逗子         | 51         | 49         | 10W            | 垂直                          |                          |
| 葉山芳ヶ久保 | 51         | 49         | 0.1W           | 垂直                          |                          |
| 横須賀逸見   | 51         | 49         | 0.5W           | 水平                          |                          |
| 衣笠         | 50         | 48         | 10W            | 水平                          |                          |
| 大矢部       | 36         | 34         | 0.5W           | 水平                          |                          |
| 横須賀武     | 51         | 49         | 3W             | 垂直                          |                          |
| 横須賀佐島   | 48         | 44         | 1W             | 垂直                          |                          |
| 久里浜       | 43         | 45         | 3W             | 水平（北方向） 垂直（西方向） |                          |
| 横須賀鴨居   | 51         | 49         | 1W             | 垂直                          |                          |
| 城ヶ島       | 51         | 49         | 1W             | 垂直                          |                          |
| 平塚         | 33         | 29         | 300W           | 垂直                          | 湘南平                   |
| 厚木飯山     | 49         | 47         | 1W             | 水平                          |                          |
| 秦野         | 47         | 49         | 10W            | 垂直                          |                          |
| 秦野菩薩     | 36         | 34         | 0.5W           | 水平                          |                          |
| 中井雑色     | 47         | 49         | 0.1W           | 水平                          |                          |
| 小竹北田     | 36         | 34         | 0.5W           | 垂直                          |                          |
| 小田原       | 52         | 50         | 100W           | 水平                          | 真鶴岬                   |
| 箱根湯本     | 51         | 49         | 1W             | 垂直                          |                          |
| 仙石原       | 52         | 50         | 3W             | 垂直                          |                          |
| 湯河原       | 47         | 49         | 1W             | 垂直                          |                          |
| 南足柄       | 51         | 49         | 10W            | 水平                          |                          |
| 山北         | 48         | 50         | 3W             | 水平                          |                          |
| 湯ノ沢       | 36         | 34         | 0.1W           | 水平                          |                          |
| 相模湖       | 51         | 49         | 3W             | 水平                          |                          |
| 津久井       | 52         | 50         | 3W             | 垂直                          |                          |
| 愛川         | 37         | 35         | 10W            | 水平                          |                          |

## 主な横浜局制作番組

### FM番組
- 横浜サウンド☆クルーズ はま☆キラ!（金曜日 11:00 - 12:00[3]）
- ニュース・気象情報・お知らせ・交通情報（土日・祝日・お盆・年末年始は放送せず終日東京・ラジオセンターからの放送となる）
  - 平日 11:50 - 12:00
  - 平日 12:15 - 12:20
  - 平日 18:50 - 19:00
- その他に随時神奈川県勢が絡むスポーツチームの中継（全国高校選手権神奈川県大会、プロ野球横浜DeNAベイスターズ公式戦、Jリーグ・JFL所属神奈川勢の試合など）を放送する場合がある。ただし、プロ野球中継は原則全国放送となる。

### 制作参加
- ひるまえ ほっと（総合テレビ、月・火曜日担当）
- 首都圏ネットワーク（総合テレビ）

### 過去の主な制作番組
※すべてFM放送のみ
- ヨコハマFMリクエスト
- よこはまサウンド♪シャトル
- よこはまポートスタジオ

## アナウンサー・キャスター
| 氏名           | 前任地         | 担当番組                          |              |
| アナウンサー   | アナウンサー   | アナウンサー                      | アナウンサー |
| -------------- | -------------- | --------------------------------- | ------------ |
| 山本志保       | ラジオセンター | アナウンスグループ統括 はま☆キラ! |              |
| 田中洋行       | 静岡           | はま☆キラ!                        |              |
| 契約キャスター |                |                                   |              |
| 佐々木美佳     | 高松           | はま☆キラ!                        |              |
| 坂本有花       | 広島           | はま☆キラ!                        |              |